# Kampung Lapai Baru
Kampung Lapai Baru is een bestuurslaag in het regentschap Padang van de provincie West-Sumatra, Indonesië. Kampung Lapai Baru telt 10.517 inwoners (volkstelling 2010).